# 赫爾利角
67°36′S 145°18′E / 67.600°S 145.300°E
赫爾利角是南極洲的海岬，位於喬治五世海岸，由澳大利亞的探險家率領的探險隊發現，該海岬現時由南極條約體系管理。